# Rudi Dix
Rudi Dix (* 5. August 1924 in München; † 1995) war ein deutscher Fotoreporter.

## Werdegang
Dix war von 1949 bis 1979 als Reporter für die Tageszeitung Münchner Merkur tätig. Insbesondere aus den Nachkriegsjahren geben seine Aufnahmen umfangreiches Zeugnis vom Wiederaufbau der Stadt.